# Tomasz Białkowski
Tomasz Białkowski (ur. 1969 w Jezioranach) – polski prozaik.

## Życiorys
Urodził się w Jezioranach k. Olsztyna. Autor dwunastu książek. Debiutował w 2002 roku zbiorem opowiadań „Leze”. To przy recenzowaniu tej pozycji krytyk literacki Robert Ostaszewski, po raz pierwszy, użył terminu Proza Północy i rozpoczął dyskusję o zaangażowaniu w literaturze, która przetoczyła się przez ogólnopolskie media. W roku następnym Białkowski opublikował sztukę „Drzewo” (FA-art. 2003, nr 1–2).
W 2005 roku wydał minipowieść „Dłużyzny”, której fragmenty zamieszczono w antologii prozy polskiej prestiżowego niemieckiego kwartalnika die horen. Wydaną w 2006 roku powieść „Pogrzeby” Instytut Książki w Krakowie zaliczył do najciekawszych nowości roku i rekomendował w katalogu „New Books from Poland”. Książka znalazła się w finale literackiej nagrody Warmii i Mazur „Wawrzyn”. Jej fragmenty prezentowano w Teatrze im. Stefana Jaracza w Olsztynie w ramach cyklu „Perforacje literackie”.
W 2008 roku Białkowski opublikował dwie powieści: „Mistrzostwo Świata” oraz „Zmarzlina”. Ta pierwsza była prezentowana w odcinkach codziennie w Radiu Olsztyn. Krytyk literacki Paweł Dunin-Wąsowicz na łamach Lampy (nr 3, 2008) pisze o książce: „To najlepsza rzecz w jego dorobku”. Równie pochlebnie na łamach Newsweeka wyraża się o niej Leszek Bugajski (nr 11, 2008).
Pod koniec 2008 roku warszawskie wydawnictwo Prószyński i S-ka wydało kolejną powieść Białkowskiego pt. „Zmarzlina”. Książka przez kilka miesięcy od ukazania się zdążyła zebrać wiele znakomitych recenzji. Recenzentka opiniotwórczych Nowych Książek (1/2009) napisała: „Utwór Białkowskiego ma szansę stać się nie tylko oryginalną propozycją na tle polskiej prozy współczesnej ale również lekturą obowiązkową dla bardziej wymagających czytelników”. Książkę omawiano w TVP Kultura w programie „Czytelnia”, TVP Gdańsk wyemitowała program w całości poświęcony „Zmarzlinie”. W podsumowaniu roku Radia Kraków książka Białkowskiego znalazła się wśród najlepszych książek minionego roku obok takich znakomitych nazwisk jak Janusz Anderman czy Kazimierz Orłoś. Włodzimierz Kowalewski omawiając książkę zauważa: „Powiem bez przesady – tak mocnej książki w Olsztynie nigdy dotąd nie było, niewiele podobnych tekstów napisano w kraju”.
W 2011 roku ukazała się jego kolejna powieść „Teoria ruchów Vorbla”. Rok 2012 można uznać za początek nowego etapu w twórczości pisarza. To wtedy zaczyna wydawać kryminalną serię, tzw. kainicką, z dziennikarzem śledczym Pawłem Werensem. W jej skład wchodzą trzy części: „Drzewo morwowe”, „Kłamca” i „Król Tyru”.
W 2014 roku na rynku wydawniczym pojawiła się powieść „Powróz”. Po raz pierwszy główną bohaterką u Białkowskiego jest kobieta – tłumaczka Iga Spica. Prowadzone przez nią śledztwo to tylko pretekst do pokazania mrocznych kart historii i etycznej niejednoznaczności wpisanej w biografie tych, którzy uchodzą za autorytety.
Białkowski wielokrotnie publikował w prasie krajowej, jego prozę prezentowano też w kilku antologiach. Książki recenzowały m.in. Gazeta Wyborcza, Pogranicza, Nowe Książki, Opcje, Ha!art, Lampa, FA-art, Newsweek. Undergrunt, Red, Przegląd Powszechny, Odra, artPapier, portale internetowe Wirtualna Polska, Independent.
Autor to trzykrotny stypendysta Ministra Kultury w dziedzinie literatury oraz stypendysta Marszałka Województwa. Otrzymał Nagrodę Prezydenta Miasta Olsztyn w dziedzinie literatury. Zaś za powieść „Zmarzlina” Literacką Nagrodę Warmii i Mazur „Wawrzyn” przyznawaną przez czytelników. W 2012 roku powieść „Teoria ruchów Vorbla” została uhonorowana Literacką Nagrodą Warmii i Mazur „Wawrzyn” (wskazanie jurorów). Jest członkiem Stowarzyszenia Pisarzy Polskich.

## Proza
- Leze (2002)
- Dłużyzny (2005)
- Pogrzeby (2008)
- Mistrzostwo świata (2008)
- Zmarzlina (2008)
- Teoria ruchów Vorbla (2011)
- Drzewo morwowe (2012) (pierwsza część trylogii kryminalnej)
- Kłamca (2012) (druga część trylogii kryminalnej)
- Król Tyru (2013) (trzecia część trylogii kryminalnej)
- Powróz (2014)
- Rausz (2016)
- Małe historie rodzinne (2017)
- Spica (2020)
- Lekkie objawy życia (2022)

## Dramat
- Drzewo (2003)
- Podbój, Olsztyn 2024.